# Czesław Wołłejko

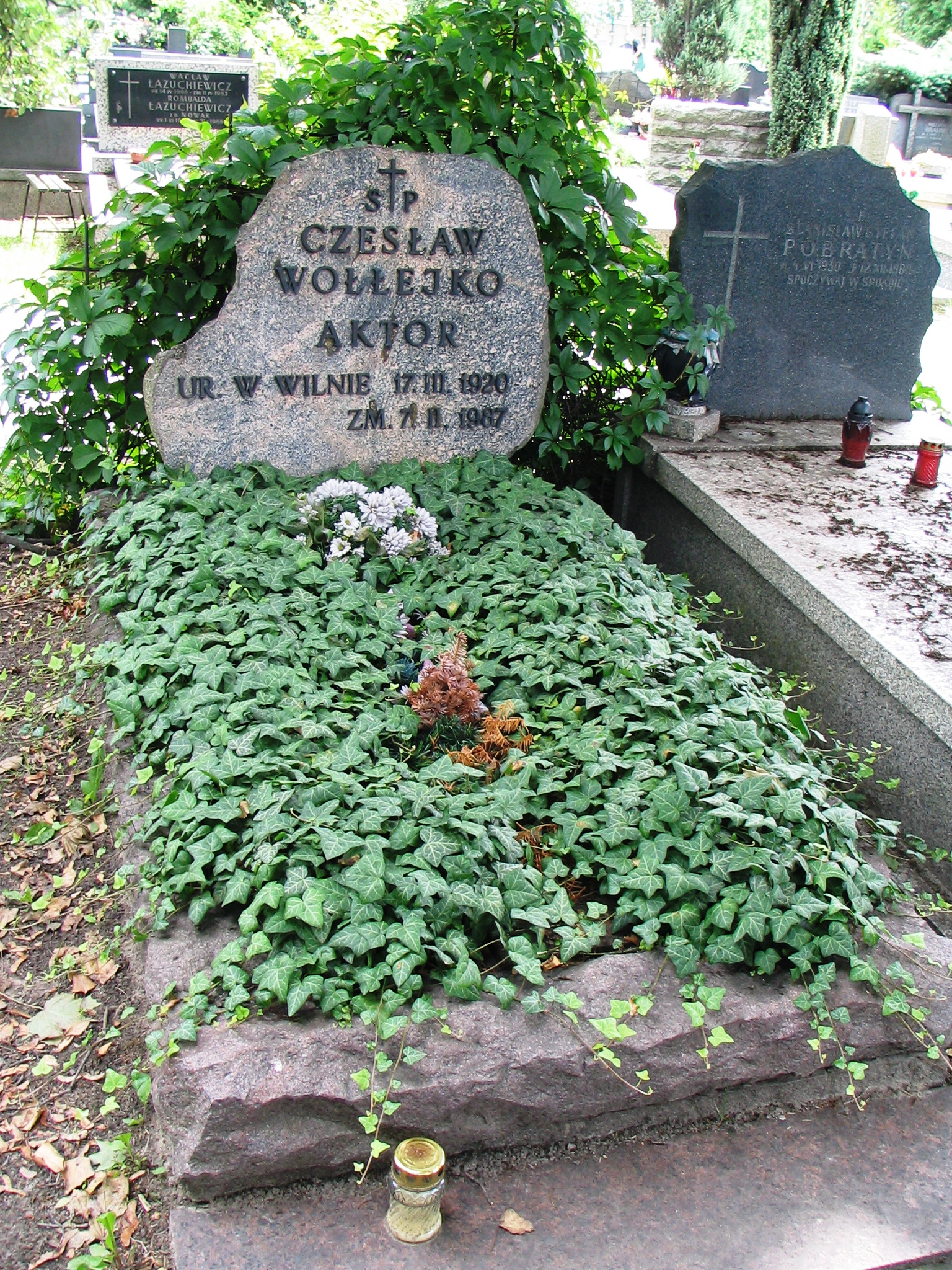
Mormântul lui Czesław Wołłąka în Cimitirul militar Powązki din Varșovia, 23 iulie 2008

Czesław Wołłejko (n. 17 martie 1916, Vilnius – d. 7 februarie 1987, Varșovia) a fost un actor și regizor de teatru polonez.

## Biografie
S-a născut pe 17 martie 1916 în orașul Vilnius din Imperiul Rus (azi capitala Lituaniei). Această dată de naștere este consemnată în majoritatea surselor disponibile, fiind oferită chiar de actor în chestionare și biografii, dar, cu toate acestea, o altă dată de naștere a fost gravată pe mormântul actorului: 17 martie 1920. Era fiu al unui dansator și a debutat în scenă în toamna anului 1939 în spectacolul cu piesa Panna Maliczewska de Gabriela Zapolska, reprezentat la Grodno. A jucat mai întâi ca elev actor la Teatrul Polonez din Grodno (1939-1940) și la Teatrul Municipal din Grodno (1939), iar în anul 1940, în timpul ocupației sovietice a Poloniei, a absolvit cursurile de actorie organizate de Teatrul Polonez al RSS Bieloruse de la Białystok sub conducerea lui Aleksander Węgierko, A jucat apoi până în 1941 la Teatrul Polonez din Białystok, după care și-a întrerupt cariera ca urmare a războiului. A lucrat în timpul războiului pe post de chelner la restaurantul Lux din Grodno.
După cel de-al Doilea Război Mondial a revenit la actorie și a jucat la Teatrul Armatei Poloneze din Lublin (1944-1945), la Teatrul Voievodal din Białystok (1944), la Teatrul Armatei Poloneze din Łódź (1945-1946) și la Teatrul Polonez din Poznań (1946-1947). În 1947 s-a stabilit la Varșovia, jucând și regizând spectacole la teatrele din capitala Poloniei: Teatrul Polonez (1947-1951, 1953-1965, 1967-1968), Contemporan (1951, 1968-1977, 1983-1987), Clasic (1965-1967) și Ateneum „Stefan Jaracz” (1977-1983). A rămas cunoscut pentru rolurile Don Juan din piesa omonimă a lui Molière (1950), Albin din piesa Śluby panieńskie, czyli Magnetyzm serca a lui Aleksander Fredro (1953), Szczęsny din piesa Horsztyński a lui Juliusz Słowacki (1953) sau Lorenzo de Medici din piesa Lorenzaccio a lui Alfred de Musset (1955). A interpretat roluri în numeroase spectacole reprezentate în cadrul Teatrului Radiofonic (din 1949) și al Teatrului de Televiziune (din 1958). A fost, de asemenea, lector la Școala Națională Superioară de Teatru din Varșovia. A publicat un volum de poezii intitulat Niebo błękitne („Cer albastru”).
Frumusețea sa, farmecul romantic și vocea unică l-au făcut să fie adorat de public, în special de femei. Deși a interpretat amanți pe scenă, a dovedit însă o vocație pentru comedie. Popularitatea sa a atins apogeul odată cu debutul său cinematografic în rolul compozitorului Fryderyk Chopin din filmul Tinerețea lui Chopin (1951), pe care l-a interpretat cu multă sensibilitate. Actorul a ieșit în evidență și prin rolul său din comedia Szczęściarz Antoni (1960), dar, în ciuda succesului, a apărut destul de puțin în filme și doar în roluri secundare. Câțiva ani mai târziu a interpretat alte personaje memorabile: episcopul Watzenrode în Copernic (1973), baronul Krzeszowski în serialul Lalka (1977), tatăl Maryniei în serialul Rodzina Połanieckich (1978) sau premierul Kazimierz Bartel în Zamachu stan (1981).
Czesław Wołłejko a fost căsătorit de două ori: mai întâi, în perioada 1942–1961, cu actrița Halina Czengery (1919-1981), cu care a avut două fiice: actrițele Jolanta Wołłejko (n. 1942) și Magdalena Wołłejko (n. 1955), și apoi cu actrița Ilona Stawińska (1932-2011).
A murit pe 7 februarie 1987 la Varșovia, în perioada în care se pregătea pentru interpretarea rolului profesorului Woland din piesa Maestrul și Margareta de Mihail Bulgakov, și a fost înmormântat în Cimitirul Militar Powązki din Varșovia (secțiunea 39B-11-2).

## Filmografie
- Tinerețea lui Chopin (1951) - Fryderyk Chopin
- Szczęściarz Antoni (1960) - Antoni Grabczyk, ofițer de stare civilă
- Czarne skrzydła (1962) - directorul Coeur
- Smarkula (1963) - dr. Bogdan Lewandowski
- Kochajmy syrenki (1966) - Seweryn Patera
- Stawka większa niż życie (serial TV) (1967–1968) - Sturmbannführer Geibel în ep. 8 „Wielka wsypa”
- Duch z Canterville (1967) - duhul lui Simon Canterville / lordul Canterville, descendentul lui Simon
- To jest twój nowy syn (1967) - inginerul cibernetician Roland „Żuczek”, al doilea soț al Alei
- Pan Damazy (spectacol TV, 1967) - notarul Bajdalski
- Przygody pana Michała (serial TV, 1969) - episcopul
- Gniewko, syn rybaka (1969−1970) - Wincenty din Szamotuły (ep. 3 și 5)
- Książę sezonu (1970) - Stefan Pulman
- Kryształ (1971) - profesorul Borczyk
- Nunta (1973) – hatmanul Franciszek Ksawery Branicki
- Copernic (1973) - Łukasz Watzenrode, episcopul Varmiei, unchiul lui Nicolaus Copernic
- Kopernik (1973) - Łukasz Watzenrode, episcopul Varmiei, unchiul lui Copernic (ep. 1 și 2)
- Gniazdo (1974) - împăratul Otto I cel Mare
- Hotel „Pacific” (1975) - baronul Humaniewski
- Imposibila poveste de dragoste (1976) - Maciej Michorowski, bunicul lui Waldemar
- Lalka (serial TV, 1977) - baronul Krzeszowski
- Rodzina Połanieckich (serial TV, 1978) - Pławicki, tatăl Maryniei
- Najdłuższa wojna nowoczesnej Europy (1979–1981, serial de ficțiune, ep. 12) - profesorul Kramer
- Zamach stanu (1981) - Kazimierz Bartel, premierul Poloniei
- Miłość ci wszystko wybaczy (1981) - Buczyński, directorul teatrului
- Danton (1982) - Marc Vadier
- Marynia (1983) - Pławicki, tatăl Maryniei
- Zamach stanu (serial TV, 1985) - Kazimierz Bartel, premierul Poloniei (ep. 2-4)
- Republika nadziei (1986) - deputatul Lipski

## Distincții

### Decorații
- Crucea de Cavaler a Ordinului Polonia Restituta (1955)[3][8]
- Crucea de Ofițer a Ordinului Polonia Restituta (1963)[3]
- Ordinul Drapelul Muncii, clasa a II-a (1976)[3]
- Medalia „A 10-a aniversare a Poloniei Populare” (1955)[9]
- Insigna „A 1000-a aniversare a statului polonez” (1967)[3]
- Insigna „Persoană cu merite în regiunea Białystok” (1980)[3]

### Premii
- Premiul de Stat clasa a II-a[2][5] pentru interpretarea din filmul Tinerețea lui Chopin (1952)[3]
- Premiul președintelui Comitetului de Radio și Televiziune pentru creațiile remarcabile din producțiile Teatrului de Televiziune și din piesele de radio ale Teatrului Radiofonic Polonez (1968)[3][4][5]
- „Masca de argint” pentru cel mai popular actor al anului 1967 în sondajul ziarului Express Wieczorny (1968)[5]
- Premiul ministrului culturii și artei cl. I pentru activitatea actoricească, în special pentru rolurile caracteristice din comediile poloneze (1969)[3][4][5]
- Premiul președintelui Comitetului de Radio și Televiziune cl. I pentru realizări remarcabile în domeniul regiei și actoriei la Teatrul de Televiziune (1977)[3][5]
- Premiul publicului la ediția a XXV-a a Festivalului de Teatru de la Rzeszów pentru rolul Georg Friedrich Händel din piesa Kolacja na cztery ręce de Paul Barz de la Teatrul Contemporan din Varșovia (1986)[5]

## Notă explicativă
1. ↑  Anul nașterii 1916 este consemnat în majoritatea surselor. Cu toate acestea, pe mormântul actorului este înscrisă o altă dată: 17 martie 1920.